# Chihuahua (stát)
Chihuahua [čiuaua] je jeden ze 31 států Mexika. Zabírá plochu 244 938 km². Hraničí s americkými státy Texas a Nové Mexiko na severu, s mexickým státem Coahuila na východě, se státem Durango na jihu a se státy Sonora a Sinaloa na západě. Podle sčítání lidu v roce 2020 ve státě Chihuahua žilo 3 741 869 obyvatel. Hlavní město nese stejný název jako stát, Chihuahua; největším městem je Ciudad Juárez.

## Města a obce
| Největší obce státu Chihuahua (nad 10 000 obyvatel) |                     |              |
|                                                     | Město               | Obyvatelstvo |
| 1                                                   | Ciudad Juárez       | 1 321 004    |
| 2                                                   | Chihuahua           | 809 232      |
| 3                                                   | Delicias            | 118 071      |
| 4                                                   | Cuauhtémoc          | 114 007      |
| 5                                                   | Parral              | 104 836      |
| 6                                                   | Nuevo Casas Grandes | 55 553       |
| 7                                                   | Camargo             | 40 221       |
| 8                                                   | Jiménez             | 34 281       |
| 9                                                   | Ojinaga             | 22 744       |
| 10                                                  | Meoqui              | 22 574       |
| 11                                                  | Aldama              | 18 642       |
| 12                                                  | Madera              | 15 447       |
| 13                                                  | Guachochi           | 14 513       |
| 14                                                  | Ascensión           | 13 456       |
| 15                                                  | Saucillo            | 11 004       |
| 16                                                  | San Juanito         | 10 535       |
| Data: sčítání lidu 2010.                            |                     |              |